# Enciclopedia Argentina de Agricultura y Jardinería
La Enciclopedia Argentina de Agricultura y Jardinería es una enciclopedia que en su primera edición fue dirigida por el ingeniero Lorenzo R. Parodi (cuyos 2 tomos totalizando 3 volúmenes se editaron en 1959, 1964?, 1964), y cuyas segunda y tercera edición luego de la muerte del director, en 1972 y 1977, fueron dirigidas por Milan Dimitri. El trabajo fue "designado para tratar todas las plantas conocidas bajo cultivo en Argentina. No sólo plantas de jardín, sino también cultivos agrícolas, forrajeras y plantas para uso industrial, árboles de sivicultura, vegetales y especies frutales". Dice el mismo Parodi en el prólogo a la primera edición: "La Agronomía es la rama que aporta los métodos para cultivar las plantas, y el agricultor es el artífice de esa técnica... Esta obra está destinada a indicar en forma abreviada los conocimientos más necesarios para tal finalidad, sugiriendo las plantas más convenientes y aconsejando la forma de cultivo más adecuada en cada caso, sin olvidar esa comunidad de plantas multicolores criadas para alegrar nuestro hogar."
El primer tomo (en un volumen en la primera edición, en dos volúmenes en la tercera) es descriptivo y similar a una Flora, con claves de géneros y especies y descripciones elaboradas, y trata al menos 2780 especies, agrupadas en familias según el sistema Engler y Prantl.
El segundo tomo (en dos volúmenes) describe las regiones naturales, el clima y el suelo de la Argentina, y una serie de capítulos trata con el cultivo de varios tipos de plantas de importancia económica y las pestes que las atacan; los capítulos finales son de materias prácticas y artísticas como herramientas de trabajo y el diseño de parques y jardines.
La acogida de la enciclopedia fue exitosa. La primera edición "fue agotada rápidamente ante los sostenidos requerimientos de los institutos universitarios, centros de investigación, profesionales, estudiosos y amantes de las plantas, tanto del país como del extranjero", y "en pocos años, la segunda edición (puesta al día) también se agotó".

## Organización de los tomos y volúmenes en las 3 ediciones
- Primera edición. Por Lorenzo R. Parodi y colaboradores. 1959-1964. Editada en Buenos Aires por la editorial ACME. Consta del tomo I (un volumen, 1959) y el tomo II (dividido en dos volúmenes, 1964).[3] El mismo Parodi escribió los dos capítulos introductorios y preparó la clave para llegar a las familias (del sistema Engler y Prantl).[1] Sus seis colaboradores fueron encabezados por  Arturo Burkart.[1] La mayoría de los "agradables dibujos" fue hecha por el señor Higinio Lona.[1]
  - Primer tomo, un volumen: aparecido en 1959 bajo un único subtítulo:[3]
    - "Descripción de las plantas cultivadas".[3]

  - Segundo tomo, dos volúmenes: terminado de aparecer en 1964 en que salió el volumen 2.[3] Subtítulos:[3]
    - Las regiones fitogeográficas argentinas
    - El clima de la República Argentina
    - Reseña ecológica de la Argentina
    - Conservación del suelo y agricultura de secano
    - Conservación de la fertilidad de los suelos
    - Nociones de fisiología vegetal
    - Las semillas y su germinación
    - Enfermedades de las plantas y calendario para su tratamiento
    - Las malezas invasoras y su control
    - Elementos de fitogenética
    - Construcciones e implementos de jardinería
    - Cereales
    - Oleaginosos
    - Forrajeras
    - Frutales
    - Hortalizas
    - Forestales
    - Plantas sacaríferas
    - Textiles y varias
    - Estimulantes y aromáticas
    - Tintóreas
    - Insecticidas
    - Cauchíferas
    - Medicinales
    - Perfumíferas
    - Florales
    - Fundamentos del arte paisajista.

- Segunda edición. 1972. La segunda edición luego de la muerte de Parodi fue una puesta al día[4] dirigida por Milan Dimitri.[5]

- Tercera edición. 1977. También dirigida por Milan Dimitri y actualizada. El primer tomo por su extensión, se subdividió en dos volúmenes, la primera parte corresponde a una reimpresión de la segunda edición y los finaliza un suplemento con "todos los complementos, modificaciones, correcciones y actualizaciones nomenclaturales".[2]

## Críticas
Dijo el Ing. Armando L. De Fina, profesor de meteorología agrícola de La Plata: "Desde 1883 y como resultado del comienzo de los estudios superiores de agronomía y veterinaria en Santa Catalina (Llavallol), y, consecuentemente, de la investigación y experimentación agrícola en el país, se ha reunido una apreciable cantidad de información acerca de las plantas cultivadas y las técnicas para su mejor aprovechamiento. Hasta ahora todo ese valioso acervo estaba disperso en un sinnúmero de libros, revistas (...) muchas veces difíciles de conseguir y consultar. Al aparecer la Enciclopedia Argentina, estructurada bajo forma de monografías originales actualizadas (...), gran parte de la valiosa información mencionada se encuentra reunida en una sola obra compacta (...) resultando de muy fácil acceso; por ello la Enciclopedia constituye una obra de consulta obligada (...)".
Dijo Darwiniana: "(La) enunciación abreviada de los tópicos no puede dar una idea de la riqueza y variedad del contenido de esta vasta obra, que por primera ve ofrece al lector estudioso un panorama de conjunto de ciencia y técnica agronómicas argentinas. Sólo se han omitido los temas relativos a mecánica y maquinaria agrícolas, y a las industrias agrícolas, que hubieran requerido otros volúmenes más. Esta enciclopedia tiene además el mérito de reflejar, en sus variados capítulos, el estado actual de nuestra agronomía y de nuestra agricultura, estudiadas por los mejores especialistas y técnicos del país."
Dijo el Dr. Sandwith en Kew Bulletin (en inglés): "Obviamente, este trabajo admirable nos será útil a nosotros aquí. (...) Las notas explicatorias preliminares dan comienzo a la lectura con una actitud ejemplar, urbana, hacia la nomenclatura, sin hacer énfasis en la conservación. Menos feliz y exitoso es, quizás, el tratamiento de los nombres vulgares: "ciertas especies son conocidas por sus nombres en otros idiomas; inglés: raigrás..." ¿Alguna persona inglesa podría reconocer a qué se refiere este nombre al verlo escrito? El texto de la descripción y el índice aumentan el misterio con el nombre. Esto es "castellanizar" fonéticamente con una venganza: la planta en cuestión es Lolium perenne que en inglés se escribe rye-grass. El objetivo es sin dudas, la pronunciación correcta".
Dijo Phil Clark en Economic Botany (en inglés): "Encontramos aquí un trabajo de raro valor para el estudiante de las plantas de Sudamérica, horticulturales o agrícolas." "Las ilustraciones se distinguen tanto por su claridad como por lo artístico, aparte de la de la portada son en blanco y negro". "De interés para el estudiante y el viajero son los listados de nombres vulgares en español como se usan en Argentina." "El libro será valioso en el mundo de habla hispana porque hay muy pocos trabajos tan profundos y detallados publicados en esa lengua. Es inusual por su completitud y exactitud".